# ペペ・デ・ルシア
ペペ・デ・ルシア（Pepe de Lucía、出生名：ホセ・サンチェス・ゴメス、José Sánchez Gomes、1945年9月25日は、スペイン・カディス県アルヘシラス生まれの、スペインのフラメンコ歌手、ソングライター。
父はフラメンコ・ギタリストのアントニオ・サンチェス・ペシーノ、弟パコ・デ・ルシアと兄ラモン・デ・アルヘシラスもフランメンコ・ギタリストであった彼は、ポルトガル人の母ルシア・ゴメス (Lúcia Gomes) に因んで芸名を付けた。彼は、スペインの女性ポップ・シンガーであるマルーの父である。ペペ・デ・ルシアは1961年に弟パコ・デ・ルシアと一緒に出したアルバム『Los Chiquitos de Algeciras』でレコード・デビューした。その後も1988年まで、彼は弟のアルバムに歌を吹き込み続けたが、以降はドゥケンデに交代した。彼の息子ホセ・デ・ルシア (José de Lucía)も、おじたちや父、祖父と同様に、フラメンコ・ミュージシャンである。
ぺぺ・デ・ルシアは、カマロン・デ・ラ・イスラが、パコ・デ・ルシアやトマティートと共演したアルバムで歌った歌詞の多くを書いたことでも知られている。そうした曲の一例として、アルバム『Como el Agua』に収録された「Sentao en el Valle」が挙げられる。
2003年には、第4回のラテン・グラミー賞において、『El Corazon De Mi Gente』が最優秀フラメンコ・アルバム賞を受賞した。
2021年には、アレハンドロ・サンスとともにアルバムを制作した。